# 십브라와 브아

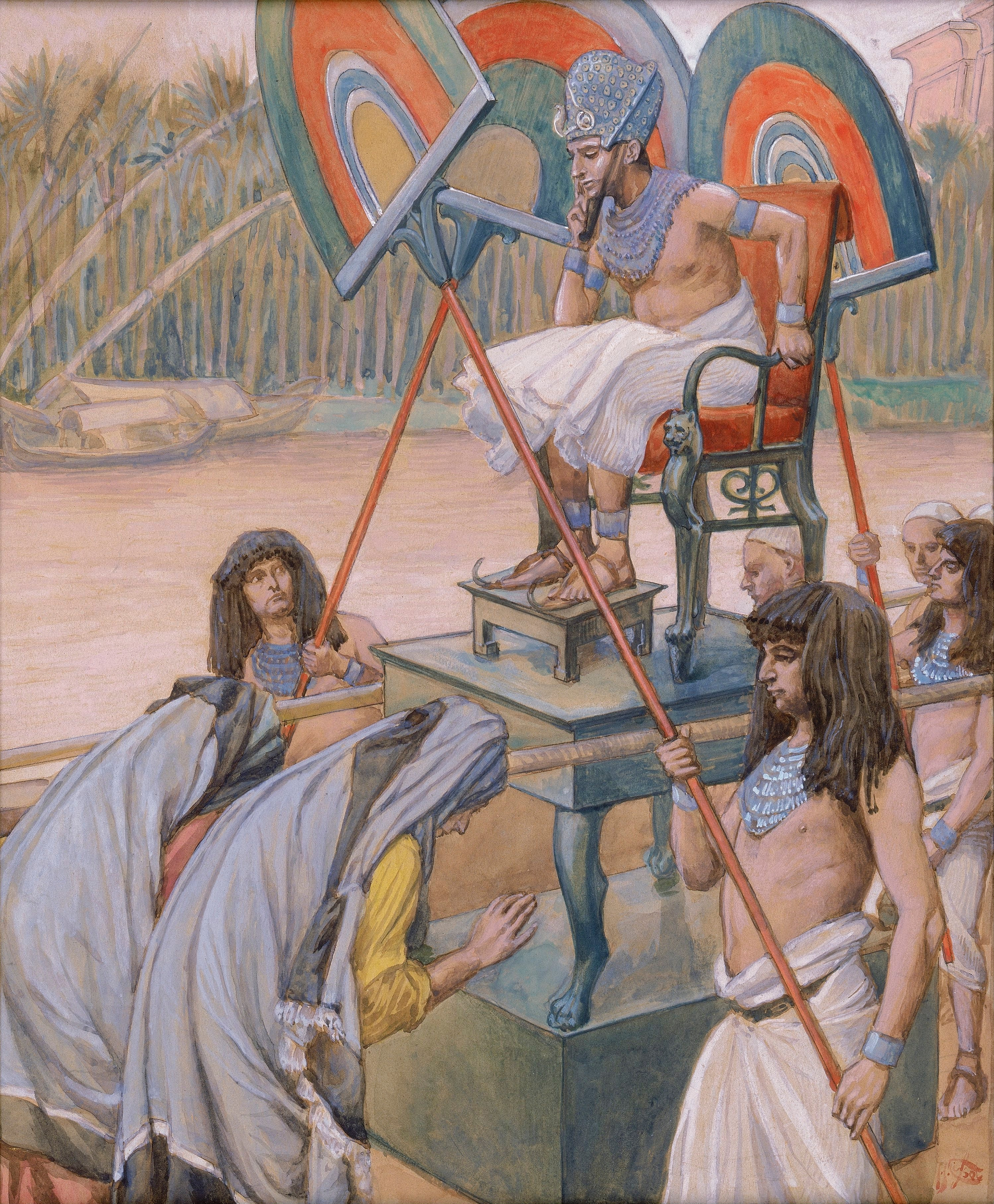
파라오와 산파, 제임스 티소 c. 1900

십브라(히브리어: שִׁפְרָה Šip̄rā)와 브아(히브리어: פּוּעָה Pūʿā)는 출애굽기 1:15–21에 따르면 이집트인에 의한 아동 집단학살을 잠시 막았던 두 명의 산파였다. 출애굽기 이야기에 따르면, 그들은 이집트 왕, 즉 파라오로부터 모든 히브리 남자 아기들을 죽이라는 명령을 받았지만, 그들은 그렇게 하기를 거부했다. 파라오가 그들에게 따져 묻자, 그들은 히브리 여인들이 '활발하여' 또는 '기운이 세어' 산파가 도착하기도 전에 아기들이 태어났기 때문에 해산 시간이 짧다고 대답했다. 하나님은 "산파들에게 잘 대해 주셨고" "그들을 위해 집을 지어 주셨다".

## 출애굽기 1:15–1:21
15 이집트 왕이 히브리 산파들에게 명령했다. 그들 중 한 명은 십브라였고, 다른 한 명은 브아였다.
16 그는 말하였다. “히브리 여인들의 해산을 돕는 동안, 산고를 지켜보아라. 아들이면 죽이고, 딸이면 살려 두어라.” 17 그러나 산파들은 하나님을 두려워하여 이집트 왕이 지시한 대로 하지 않고, 남자 아기들을 살려 두었다. 18 그러자 이집트 왕이 산파들을 불러 “너희가 어찌하여 이 일을 행하여 남자 아기들을 살려 두었느냐?” 하고 물었다. 19 산파들이 파라오에게 대답하였다. “히브리 여인들은 이집트 여인들과 같지 않습니다. 그들은 기운이 세어 산파가 미처 그들에게 이르기 전에 해산해 버립니다.” 20 하나님께서 산파들에게 잘 대해 주셨고, 백성은 번성하여 크게 늘어났다. 21 [하나님]은 산파들이 하나님을 두려워하였으므로 그들을 위해 가정을 세워 주셨다.

## 해석
탈무드[소타 11b]는 십브라를 모세의 어머니 요게벳으로, 브아를 모세의 누이 미리암으로 동일시하며, 이 두 산파가 각각 어머니와 딸이라고 본다.

### "산파들이 하나님을 두려워하였다"
토라에는 종교라는 단어가 없다. 토라에서 발견되는 가장 가까운 개념은 "하나님을 경외함"이라고 불리는 것이다(출1:17). 산파들은 파라오의 법적 요구보다 하나님의 도덕적 요구가 더 중요하다고 믿었던 것으로 보인다. 이러한 이유로 작가 프랜신 클라그스브룬은 산파들이 파라오의 집단학살 지시를 따르지 않은 것이 "역사상 알려진 최초의 시민 불복종 사건일 수 있다"고 말했다. 신학자 조나단 마고넷도 이에 동의하며, 그들을 "사악한 정권에 대한 가장 초기이자 어떤 면에서는 가장 강력한 저항의 본보기"라고 불렀다.
"하나님을 경외함"이라는 주제는 몇 구절 뒤 파라오가 이집트 백성에게 집단학살을 실행하도록 명령할 때 역전된다(출1:22). 이집트인들은 하나님을 두려워하기보다 파라오를 더 두려워했던 것으로 보이며, 따라서 범죄에 가담했다. 랍비 조셉 텔루시킨은 십브라와 브아의 변절을 홀로코스트 중 유대인 구조자들과 비교했는데, 그들 중 다수는 종교인이었다. 반면에 나치에게 협력했던 사람들은 하나님의 심판을 두려워하기(또는 심지어 믿기)보다 나치의 힘을 더 두려워했다.

### "집을 세우셨다"
주석가들은 출애굽기 1:20–21을 다양하게 해석했다. 일부 학자들은 각 구절의 두 부분이 병행하며, 그래서 하나님께서 '집을 세우신' 대상은 이스라엘 백성('크게 번성하여 늘어난')이라고 주장한다. 이는 출애굽기 1:1에 이스라엘 자손이 각자의 "집"과 함께 이집트로 내려왔다는 언급과 일치한다. 그러나 마고넷은 더 일반적인 견해는 그 집들이 산파들을 위한 것이며, 여기서 "집"은 '왕조'로 이해된다고 언급한다. 랍비적 사상은 이를 제사장직(케후나), 제사장 보조자(레비야), 그리고 왕권의 가문으로 이해했는데, 후자는 미리암에게서 나왔다고 해석된다.

## 이름
십브라와 브아의 이름은 전형적인 셈족 이름이다. Šp-ra라는 이름은 소베크호테프 3세 재위 기간(기원전 약 1745년) 중 이집트의 노예 목록에서 발견된다. 이 목록은 브루클린 파피루스 35.1446에 있으며, 브루클린 미술관에 소장되어 있다. 박물관은 "학자들은 이것이 히브리 이름 십브라의 상형문자 음역이라고 추정한다"고 명시하고 있다. 이 이름은 "공정하다" 또는 "아름답다"는 뜻이며, 아람어 Šapphira와 관련이 있거나 심지어 동일할 수도 있고, 히브리 산파 십브라의 이름과도 같다. 두 번째 산파 브아의 이름은 가나안 이름으로 "젊은 여자" 또는 "어린 소녀"를 의미한다.